# Chích bông đầu vàng
Chích bông đầu vàng, tên khoa học Phyllergates cucullatus, là một loài chim trong họ Cettiidae.